# Tonghua
För andra betydelser, se Tonghua (olika betydelser).
Tonghua, tidigare stavat Tunghwa, är en stad på prefekturnivå i Jilin-provinsen i nordöstra Kina. Den ligger omkring 200 kilometer söder om provinshuvudstaden Changchun och gränsar till Nordkorea i söder. Staden är en av de fem främsta städerna inom Kinas läkemedelsinindustri.

## Historia
Staden har en boplats i åtminstone 6000 år. Under västra Handynastin tillhörde orten de fem prefekturerna i Liaodong.
1932 blev staden en del i den japanska lydstaten Manchukuo och under japanskt styre blev staden en förbindelselänk mellan Östra kinesiska järnvägen och norra delen av den japanska kolonin i Korea. Staden återbördades till Kina vid krigsslutet 1945.
1985 blev staden en stad på prefekturnivå efter beslut i Folkrepubliken Kinas statsråd.

## Administrativ indelning
Staden består av två stadsdistrikt som omfattar själva stadskärnan, två städer på häradsnivå och tre härad:
- Stadsdistriktet Dongchang - 东昌区 Dōngchāng qū  360 195 invånare (2010);
- Stadsdistriktet Erdaojiang - 二道江区 Èrdàojiāng qū  146 682 invånare;
- Staden Meihekou - 梅河口市 Méihékǒu shì ; 615 367 invånare;
- Staden Ji'an - 集安市 Jí'ān Shì ; 232 358 invånare;
- Häradet Tonghua - 通化县 Tōnghuà xiàn ; 247 225 invånare;
- Häradet Huinan - 辉南县 Huīnán Xiàn ; 359 453 invånare;
- Häradet Liuhe - 柳河县 Liǔhé Xiàn ; 363 962 invånare.

## Klimat
Genomsnittlig årsnederbörd är 1 088 millimeter. Den regnigaste månaden är juli, med i genomsnitt 281 mm nederbörd, och den torraste är januari, med 10 mm nederbörd.